# Grayriggi vasúti baleset
A grayriggi vasúti baleset Angliában, Grayrigg közelében történt 2007. február 23-án. A Londonból Glasgow-ba közlekedő Virgin Pendolino személyszállító vonat mind a kilenc kocsija kisiklott Lambrigg 2B sz. váltóján. A balesetben egy ember életét vesztette, 28 személy (köztük a mozdony vezetője és a személyzet egy másik tagja is) komoly, 58 személy könnyebb sérüléseket szenvedett, a járművek és a vasúti pálya is súlyosan megrongálódtak. A Rail Accident Investigation Branch azt állapította meg, hogy a 2B sz. egyszerű kitérőnél az összekötő rudak és rögzítéseik hiányossága miatt mindkét csúcssín a tősínhez simult.

## Külső hivatkozások
- www.raib.gov.uk